# NGC 5773
NGC 5773 is een spiraalvormig sterrenstelsel in het sterrenbeeld Ossenhoeder. Het hemelobject werd op 16 mei 1784 ontdekt door de Duits-Britse astronoom William Herschel.

## Synoniemen
- UGC 9571
- MCG 5-35-22
- ZWG 164.38
- NPM1G +30.0361
- PGC 53124